# Chefsdomare i USA:s högsta domstol
Chefsdomaren i USA:s högsta domstol (Chief Justice of the United States) presiderar över domstolen som är överhuvud för den dömande makten i USA:s federala statsmakt.
Han (någon kvinna har ej ännu tjänstgjort som chefsdomare) är Högsta domstolens ordförande och leder arbetet inom institutionen och anses vara dess främste ledamot. Chefsdomaren bestämmer vilka ärenden som kommer att avgöras av domstolen. En annan av chefsdomarens ämbetsåligganden är att vara ordförande i senatens riksrättegång mot presidenten. Salmon P. Chase och William Rehnquist är hittills de enda chefsdomare som har utövat denna uppgift (1868 respektive 1999).
Sedan Högsta domstolen inrättades 1789 har 17 personer fungerat som chefsdomare, med början John Jay (1789–1795). Den nuvarande chefsdomaren är John Roberts (sedan 2005). 

## Övriga ämbetsuppgifter
- Ordförande för den juridiska konferensen, Judicial Conference of the United States (instiftad 1922), som är den högsta administrativa myndigheten för det federala rättsväsendet.[1][2]
- Utse medlemmar av Foreign Intelligence Surveillance Court (instiftad 1978), som är en hemlig domstol som behandlar ansökningar om avlyssning från federala polismyndigheter som undersöker misstänkta utländska underrättelseagenter.
- Utse medlemmarna av Judicial Panel on Multidistrict Litigation som är en specialtribunal med federala domare som skapades av kongressen 1968.
- Förestava presidenteden och andra federala ämbetseder.
- Ceremoniell kansler för Smithsonian Institution.

## Lista över chefsdomare
| Nr | Namn                      | Bild | Period                              | President som utnämnt     |
| -- | ------------------------- | ---- | ----------------------------------- | ------------------------- |
| 1  | John Jay                  |      | 19 oktober 1789–29 juni 1795        | George Washington         |
| 2  | John Rutledge §, ¤        |      | 1 juli 1795–28 december 1795        | George Washington         |
| 3  | Oliver Ellsworth          |      | 8 mars 1796–15 december 1800        | George Washington         |
| 4  | John Marshall             |      | 4 februari 1801–6 juli 1835†        | John Adams (F)            |
| 5  | Roger Brooke Taney        |      | 28 mars 1836–12 oktober 1864†       | Andrew Jackson (D)        |
| 6  | Salmon Portland Chase     |      | 15 december 1864–7 maj 1873†        | Abraham Lincoln (R)       |
| 7  | Morrison Remick Waite     |      | 4 mars 1874–23 mars 1888†           | Ulysses S. Grant (R)      |
| 8  | Melville Weston Fuller    |      | 8 oktober 1888–4 juli 1910†         | Grover Cleveland (D)      |
| 9  | Edward Douglass White °   |      | 19 december 1910–19 maj 1921†       | William Howard Taft (R)   |
| 10 | William Howard Taft ♦     |      | 11 juli 1921–3 februari 1930        | Warren G. Harding (R)     |
| 11 | Charles Evans Hughes ¤    |      | 24 februari 1930–30 juni 1941       | Herbert Hoover (R)        |
| 12 | Harlan Fiske Stone °      |      | 3 juli 1941–22 april 1946†          | Franklin D. Roosevelt (D) |
| 13 | Frederick Moore Vinson    |      | 24 juni 1946–8 september 1953†      | Harry S. Truman (D)       |
| 14 | Earl Warren               |      | 5 oktober 1953–23 juni 1969         | Dwight D. Eisenhower (R)  |
| 15 | Warren Earl Burger        |      | 23 juni 1969–26 september 1986      | Richard Nixon (R)         |
| 16 | William Hubbs Rehnquist ° |      | 26 september 1986–3 september 2005† | Ronald Reagan (R)         |
| 17 | John Glover Roberts, Jr.  |      | 29 september 2005–                  | George W. Bush (R)        |